# Врапче (Сърбия)
Врапче (на сръбски: Врапче) е село в Сърбия, разположено в община Тутин, Рашки окръг. Намира се на 896 метра надморска височина. Населението му според преброяването през 2011 г. е 48 души. При преброяването на населението през 2002 г. има 58 жители, от тях 42 (72,41 %) бошняци, 15 (25,86 %) сърби и 1 (1,72 %) мюсюлманин.

## Население
Численост на населението според преброяванията през годините:
- 1948 – 122 души
- 1953 – 135 души
- 1961 – 142 души
- 1971 – 148 души
- 1981 – 163 души
- 1991 – 127 души
- 2002 – 58 души
- 2011 – 48 души